# Nihoa gruberi
Nihoa gruberi là một loài nhện trong họ Barychelidae. Loài này phân bố ờ Nieuw-Ierland.